# Кулик Віктор Григорович
Ві́ктор Григо́рович Кулик (* 1 січня 1938, Миколаївка-Вирівська Білопільського району Сумської області).

## Короткі відомості
Лауреат премій ім. П. Василенка, імені Олександра Олеся. Член НСПУ з 1976.
Закінчив Білопільське залізничне училище. По навчанні працював залізничником, пожежником, робітником заводу «Кондиціонер». Друкуватися почав в 1964 році.
Є автором збірок:
- «Перший цвіт»,
- «Здрастуй, степ мій»,
- «На перегонах»,
- «Бджолине поліття»,
- «Дорогою любові»,
- «Степова криниця», 2002,
- «Чароцвіт», 2003, Харків, «Майдан»,
- «Дика вишня»,
- «Відголоси»,
- «Вислухай мене, світе»,
- «Світ квіту», 2008, Харків, «Митець», серія «Поезія Слобожанщини».